# Casa Italiana (Cracóvia)

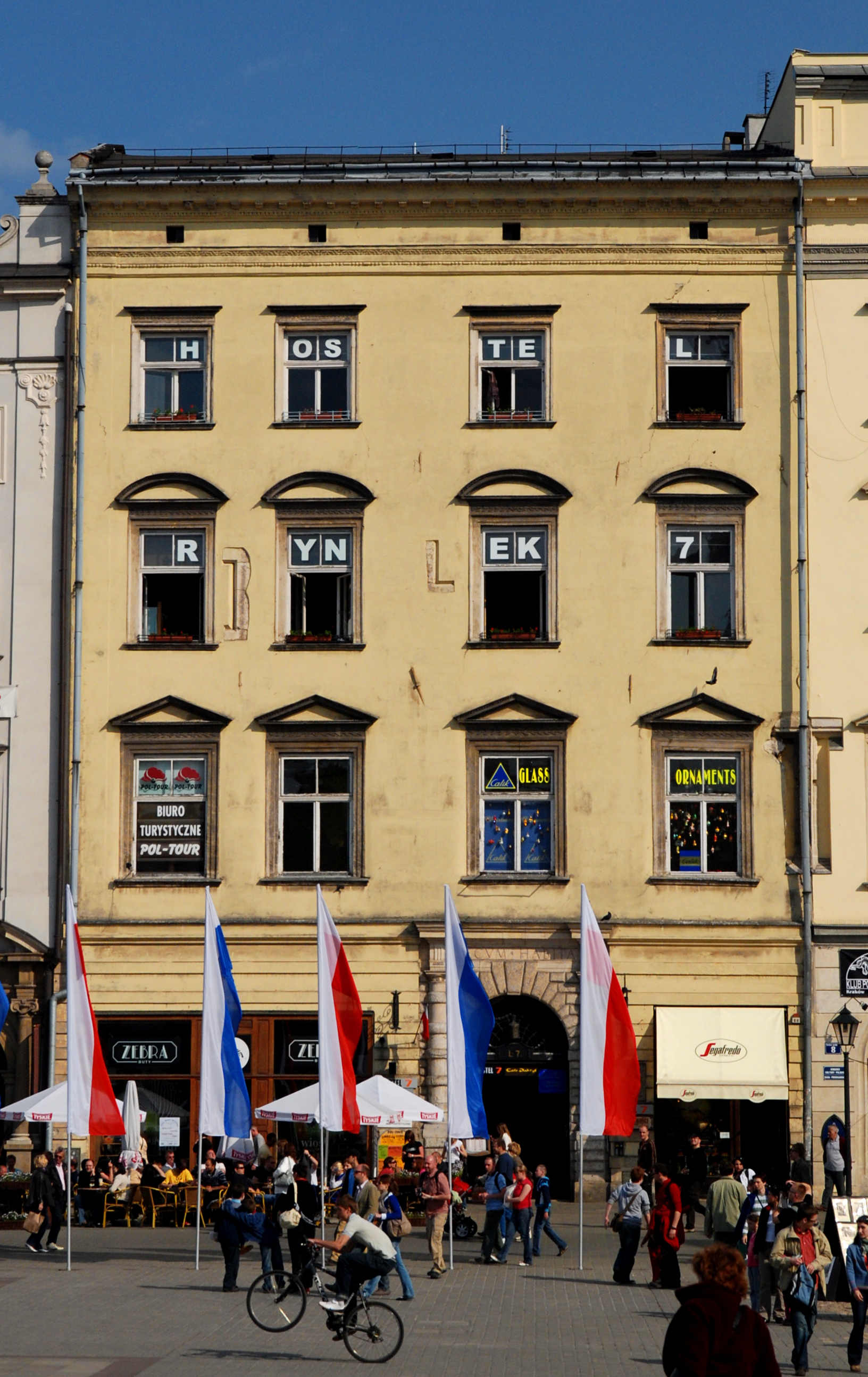
Casa Italiana, Cracóvia, Polônia

Casa Italiana (também conhecida como Kamienica Italiana, Casa Montelupi ou Kamienica Montelupi, em polonês/polaco:  Dom Włoski w Krakowie, Włoska Kamienica, Kamienica Montelupich) é um edifício de cortiço da Praça Principal de Cracóvia, Polônia. Foi construído no século XVI por Sebastiano Montelupi, e serviu como sede do Posto Polaco, e um dos centros da cultura italiana de Cracóvia. Quando ele estava operando como um centro postal, diligências para Veneza partiram daqui.
O edifício é classificado como monumento.